# Mikulášovice
Mikulášovice település Csehországban, Děčíni járásban. Mikulášovice Vilémov, Staré Křečany, Velký Šenov és Sebnitz településekkel határos. Lakosainak száma 2077 fő (2024. január 1.).

## Népesség
A település lakosságának változását az alábbi diagram mutatja:
| Lakosok száma | 5787 | 7109 | 6640 | 2741 | 2747 | 2151 | 2159 | 2189 | 1998 | 2077 |
|               | 1869 | 1900 | 1921 | 1961 | 1980 | 2011 | 2016 | 2019 | 2021 | 2024 |